# Temporada 2025 del Campeonato de España de Turismos
La temporada 2025 del Campeonato de España de Turismos es la segunda edición de este campeonato siendo organizado por V-Line. Este año se vuelven a renombrar los nombres de las copas y campeonatos ofertados, además de introducir un nuevo formato de carreras que rompe con lo que venía siendo el Campeonato de España de Resistencia, en un intento por reactivar la inscripción.

## Novedades[1]
- Se establece un campeonato absoluto de Turismos y desaparecen las clases y divisiones como se conocían, para pasar a ser renombradas como Copa TC1, TC2, TC3, TC4 y TC5.
- Las carreras pasan de una duración de 48 a 25 minutos más una vuelta.
- Los equipos formados por un solo piloto, tomarán los puntos de su mejor resultado de las dos carreras de cada ronda.

## Escuderías y pilotos
| Escudería                     | Coche                  | N.º | Pilotos             | Rondas |
| TC1                           | TC1                    | TC1 | TC1                 | TC1    |
| ----------------------------- | ---------------------- | --- | ------------------- | ------ |
| Hispano Alemán Racing Team    | BMW M2 CS Racing       | 8   | Óscar Aparicio      | 2      |
| Hispano Alemán Racing Team    | BMW M2 CS Racing       | 8   | César Romero        | 2      |
| Driver's Academy Competición  | Peugeot 308 Racing Cup | 30  | Álvaro Rodríguez    | 1-2    |
| TC2                           |                        |     |                     |        |
| Lurauto Motorsport            | MINI Cooper Pro        | 13  | Oscar Vergara       | 1-2    |
| Rodicar                       | BMW M2 CS Racing       | 14  | Diego Carrascal     | 1      |
| TC3                           |                        |     |                     |        |
| Balbor Motorsport             | Renault Clio Cup IV    | 8   | José Luis Albors    | 1      |
| Balbor Motorsport             | Renault Clio Cup IV    | 8   | Germán López Balboa | 1      |
| Balbor Motorsport             | Renault Clio Cup IV    | 9   | Germán López Balboa | 2      |
| Balbor Motorsport             | Renault Clio Cup IV    | 11  | José Luis Albors    | 2      |
| Escudería Kuruma Racing       | Renault Clio Cup IV    | 18  | Eduardo Lázaro      | 1-2    |
| Escudería Kuruma Racing       | Renault Clio Cup IV    | 18  | Eduardo Lázaro Jr.  | 1-2    |
| Team VRT                      | Renault Clio Cup IV    | 21  | Ana Álvarez         | 2      |
| Team VRT                      | Renault Clio Cup IV    | 40  | José Palomar        | 1-2    |
| TC4                           |                        |     |                     |        |
| Driver's Academy Competición  | Renault Clio V         | 25  | Carlos Cortés       | 1-2    |
| Garage 34 Competición         | Renault Clio V         | 34  | Luis Maurice        | 2      |
| Alpha Racing                  | Mazda MX5              | 45  | Héctor Palacios     | 1      |
| TC5                           |                        |     |                     |        |
| Lurauto - Donosti Taldea MDTE | MINI Cup Racer         | 3   | Luis Chillida       | 1-2    |
| Lurauto - Donosti Taldea MDTE | MINI Cup Racer         | 22  | Miguel Bengoechea   | 1-2    |
| Lurauto - Donosti Taldea MDTE | MINI Cup Racer         | 22  | Antón Pérez-Sasía   | 1-2    |
| Driver's Academy Competición  | Peugeot 208 Cup        | 20  | Roberto F. Moreno   | 1-2    |

## Calendario[2]
| Ronda | Circuito               | Fecha              |
| ----- | ---------------------- | ------------------ |
| 1     | Circuito de Navarra    | 3-4 de mayo        |
| 2     | Circuito Ricardo Tormo | 14-15 de junio     |
| 3     | Circuito Ricardo Tormo | 18-19 de agosto    |
| 4     | Circuito de Cataluña   | 15-16 de noviembre |

## Clasificaciones
| Pos | Pilotos            | Cl. | NAV | NAV | CRT | CRT | CRT | CRT | CAT | CAT | Retención | Pts   |
| --- | ------------------ | --- | --- | --- | --- | --- | --- | --- | --- | --- | --------- | ----- |
| 1   | Álvaro Rodríguez   | TC1 | 1   | 1   | 1   | 1   |     |     |     |     |           | 108,8 |
| 2   | José Palomar       | TC3 | 3   | 3   | 4   | 4   |     |     |     |     |           | 103,8 |
| 3   | Germán López       | TC3 |     | 4   | 5   | 3   |     |     |     |     |           | 100,8 |
| 4   | Oscar Vergara      | TC2 | 2   | 2   | 3   | 2   |     |     |     |     |           | 98    |
| 5   | Luis Chillida      | TC5 | 7   | 7   | 11  | 10  |     |     |     |     |           | 64,8  |
| 6   | Eduardo Lázaro     | TC3 | 5   |     | 7   |     |     |     |     |     |           | 64    |
| 7   | José Luis Albors   | TC3 | 4   |     | 9   | 12† |     |     |     |     |           | 62,8  |
| 8   | Eduardo Lázaro jr. | TC3 |     | 5   |     | 8   |     |     |     |     |           | 60    |
| 9   | Antón Pérez-Sasia  | TC5 |     | 9   |     | 11  |     |     |     |     |           | 52,2  |
| 10  | Miguel Bengoechea  | TC5 | 9   |     | 12  |     |     |     |     |     |           | 51,2  |
| 11  | Carlos Cortés      | TC4 | 8   | 8   | 10  | 9   |     |     |     |     |           | 49,2  |
| 12  | Óscar Aparicio     | TC1 |     |     | 2   |     |     |     |     |     |           | 48    |
| 13  | Roberto Moreno     | TC5 | 10  | 10  | 13  | 13  |     |     |     |     |           | 42,6  |
| 14  | Ana Álvarez        | TC3 |     |     | 6   | 6   |     |     |     |     |           | 36    |
| 15  | Héctor Palacios    | TC4 | 6   | 6   |     |     |     |     |     |     |           | 34    |
| 16  | César Romero       | TC1 |     |     |     | 5†  |     |     |     |     |           | 32    |
| 17  | Luis Maurice       | TC4 |     |     | 8   | 7   |     |     |     |     |           | 32    |
|     | Diego Carrascal    | TC2 | Ret | DNS |     |     |     |     |     |     |           |       |

- Clasificación elaborada de acuerdo con el artículo 36.6 del reglamento deportivo.